# 地域医療機能推進機構東京蒲田医療センター
地域医療機能推進機構東京蒲田医療センター（ちいきいりょうきのうすいしんきこうとうきょうかまたいりょうセンター）は、東京都大田区にある医療機関である。地域医療機能推進機構が運営する病院の一つである。通称JCHO東京蒲田医療センター（ジェイコーとうきょうかまたいりょうセンター）。

## 沿革
- 1949年（昭和24年）4月1日 社会保険蒲田総合病院の開院。
- 1996年（平成8年）新病棟の完成。
- 2014年（平成26年）4月1日 運営が移管されたため、現在のJCHO東京蒲田医療センターとなる。

## 診療科
- 呼吸器内科
- 消化器内科
- 循環器内科
- 腎臓内科
- 糖尿病代謝内科
- 総合診療科
- 神経内科
- 外科
- 整形外科
- 脳神経外科
- 皮膚科
- 泌尿器科
- 産婦人科（産科領域は妊娠初期における健診のみ）
- 眼科
- 耳鼻咽喉科
- 放射線科
- 歯科口腔外科
- 麻酔科
- リハビリテーション科

技術部門
- 薬剤部
- 検査部
- 放射線部
- 栄養管理室
- 臨床工学室

看護部門
- 看護部

医療管理支援部門
- 医療福祉相談室
- 健康管理センター

## 医療機関の指定等
- 二次救急指定病院
- 臨床研修指定病院（管理型）

## 交通アクセス
- 京急本線・京急空港線京急蒲田駅下車、東口より徒歩約10分。
- JR京浜東北線・東急多摩川線・東急池上線蒲田駅下車、東口より徒歩約20分。
- 蒲田駅より京急バスで
  - 3番乗り場　「羽田空港・羽田車庫」行き、バス停「南蒲田二丁目」下車、徒歩約5分。
  - 4番乗り場　「羽田空港・羽田車庫」行で日ノ出通り下車、徒歩約5分。
  - 5番乗り場　「森ヶ崎・東糀谷六丁目」行で日ノ出通り下車、徒歩約5分。